# Macrobrachium edentatum
Macrobrachium edentatum är en kräftdjursart som beskrevs av Liang och Yan 1986. Macrobrachium edentatum ingår i släktet Macrobrachium och familjen Palaemonidae. Inga underarter finns listade i Catalogue of Life.